# 東急バス荏原営業所

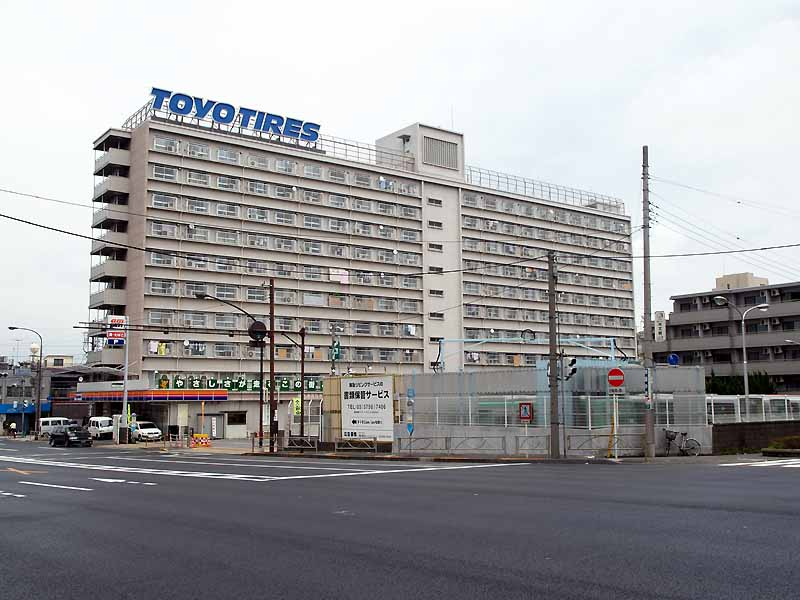
建て替え前の荏原営業所

東急バス荏原営業所（とうきゅうバスえばらえいぎょうしょ）は、東京都品川区二葉に位置する東急バスの営業所。品川区・大田区と川崎市幸区の路線を担当する。同社内での営業所略号は「E」。

## 沿革

### 目黒蒲田電鉄初のバス事業
現在の東急バスになってからまとめられた社史『東急バス10年の歩み』によると、開設日は1948年（昭和23年）6月1日となっているが、戦前にも大井町線荏原町駅南隣に荏原町車庫という類似した名称の営業所があり、その歴史は昭和初期まで遡る。
目黒蒲田電鉄は1927年（昭和2年）7月、大井町線を開業させた。そこで、大井町線に並行する道路にバス路線を設け、鉄道の営業を防衛するという意味を込め、目黒蒲田電鉄は自社での乗合自動車事業に参入することになる。こうして1929年6月、目黒蒲田電鉄は東京府荏原郡荏原町の大井町線荏原町駅南隣に荏原町車庫を設置し、バス大井町線の運行を始めた（後述）。三間通りに面した車庫の出入口には荏原町車庫バス停も置かれていた。

翌1930年（昭和5年）には、荏原町車庫を核に馬込を経由して池上方面へ向かう路線が開通。荏原町線の基礎となる。また、荏原町車庫より西にも路線があり、大岡山駅や洗足駅、目黒蒲田電鉄の前身の田園都市会社が手掛けた洗足田園都市にも乗り入れていた。

### 城南乗合自動車
一方、目黒蒲田電鉄大井町線が開業する前年の1926年（大正15年）、東京府荏原郡大井町で創業したのが、城南乗合自動車である。

大井町では、大井の大仏として知られる養玉院が1922年（大正11年）に東京市下谷区から移転してきた。その後先に芝区高輪から移転した如来寺と合併するが、合併後に増えた参拝客の足を確保するため、乗合自動車の構想が持ち上がった。そして、1926年三原次郎吉が中心となって城南乗合自動車商会が設立され、9月28日に同社の手によって大仏と倉田の間で運行が始まったものである。

ちなみに、倉田というのは現在の大井町駅の南側、品川区大井四丁目付近の旧地名である。
同社は1928年（昭和3年）6月23日に株式会社となった。以降も大井町駅を起点とした3路線5.8㎞を営業しているだけの小規模な会社ながら、既成市街地を走っていたため営業成績は良好だった。
営業路線

- 大井町駅 - 元警察署前（大井町駅東口） - 元芝（大井消防署前） - 南浜川（立会川） - 大井倉田町（大井第一小学校） - 原（西大井二丁目） - 馬込町（荏原営業所）
※元警察署前 - 元芝間は戦時中に廃止。元芝 - 大井倉田町間は1948年6月1日大東急再編成に伴い京浜急行電鉄に譲渡。
- 元警察署前 - 青物横町（青物横丁。ただし旧東海道）
- 原 - 大森山王（馬込銀座。現在の同名バス停とは位置が異なる）

1939年（昭和14年）6月16日、城南乗合自動車は目黒蒲田電鉄に買収され、子会社となった。

### 神明営業所誕生
神明というのは、営業所のある品川区二葉に古くからある蛇窪神社と、下神明天祖神社に由来するもので、これは東急大井町線下神明駅の駅名の由来でもある。
1942年（昭和17年）5月1日、目黒蒲田電鉄の後身の東京横浜電鉄を中心とした戦時統合私鉄東京急行電鉄（大東急）が発足する際、城南乗合自動車は大東急本体に吸収され解散した。城南乗合自動車の営業所は営業エリアが被っていた神明営業所に吸収され、大井町線の基礎が出来上がった。

### 復興と第二京浜
本土空襲により壊滅的な被害を受けた東京山手線外の復興を担うため、GHQは都内の主要道路から都心、特に東京駅へ直通するバス路線を新設するように指示していた。東急は同じ品川区にあった中延営業所と東京都交通局（都営バス）の共管で雪が谷線を新設。池上営業所の池上線がこれに続き、神明営業所管下でも都心直通路線の要望が出た。こうして神明営業所の前を走る第二京浜国道を経由して、東京駅直通のバスを運行することが企画された。
1950年（昭和25年）、東京駅 - 久が原（現在：池上警察署）間で都営共管の多摩川大橋線が運行を開始する。また、久が原から先は東急単独で横浜駅まで運転され、横浜線となった。
一方、大井町線は1951年（昭和26年）に戦前の目黒蒲田電鉄の路線と城南乗合自動車の路線をつなげた循環線として復活。荏原町線は臼田坂を下りたところに設けられた大田区役所（現在：大田文化の森）を経由して国鉄大森駅へ向かうというルートに変更されて再開、現在の路線の基礎が早くも完成した。

### 神明から荏原へ
1960年（昭和35年）3月25日、神明営業所は荏原営業所と改称された。この頃には、横浜線が鶴見駅までの運行となり、鶴見線と改められていた。また、多摩川大橋線の変形として五反田駅 - 川崎駅間の五反田線が誕生し、主力路線となっていった。
1968年（昭和43年）の都営地下鉄浅草線西馬込開業で、完全並行となった多摩川大橋線は存続の意味を失い、都営が撤退して廃止。五反田線に吸収された。
1981年（昭和56年）6月22日の中延営業所廃止に際し、荏原営業所は馬込循環線を引き受けた。
1984年（昭和59年）10月1日、東京都区内バス共通回数券の運用を開始。共通回数券は10年後の1994年（平成6年）10月1日にバス共通カードへと発展。そして2007年（平成19年）7月25日、荏原営業所所管路線にPASMOが導入された。
1986年10月には川崎駅東口駅前広場の整備が完了。地下街「アゼリア」が開業し、川崎駅東口バスターミナルが供用開始された。これに伴い川崎駅東口発着路線（当営業所では五反田線）の乗り場が変更された。2007年4月1日にはラゾーナ前の西口北バスターミナルが供用開始された。それまで東急バスの川崎駅発着路線は全て東口から発着していたが、この際に全て西口北バスターミナル発着に変更された（2018年4月1日より停留所名を「川崎駅ラゾーナ広場」に改称）。これにより、東急バスは川崎市川崎区から完全に撤退した。

### 営業所史上最大の所管替え
2010年（平成22年）4月1日、営業所建て替えのため馬込循環線が池上営業所へ移管される。それと同時に、一時的に荏原町線とTOCシャトル、しながわ水族館線が目黒営業所へ移管となった。旧目黒蒲田電鉄以来の伝統路線である荏原町線が荏原営業所の手を離れるのは、路線開設81年目にして初めてのことだった。しかし、目黒に移された後も大森駅からの出入庫便だけは荏原営業所までの運転で、目黒営業所最寄りの清水と荏原営業所の間は営業運行ができず、すべて回送扱いという不便さを伴うことになった。
その後、建替え終了後の2012年（平成24年）10月1日、馬込循環線を除く3路線が荏原に戻された。馬込循環線は引き続き池上が運行する。
2013年（平成25年）現在は、一般路線に限れば馬込循環線を引き受ける前の1970年代後半とほぼ同一の規模になっている。

## 現行路線

### 大井町線

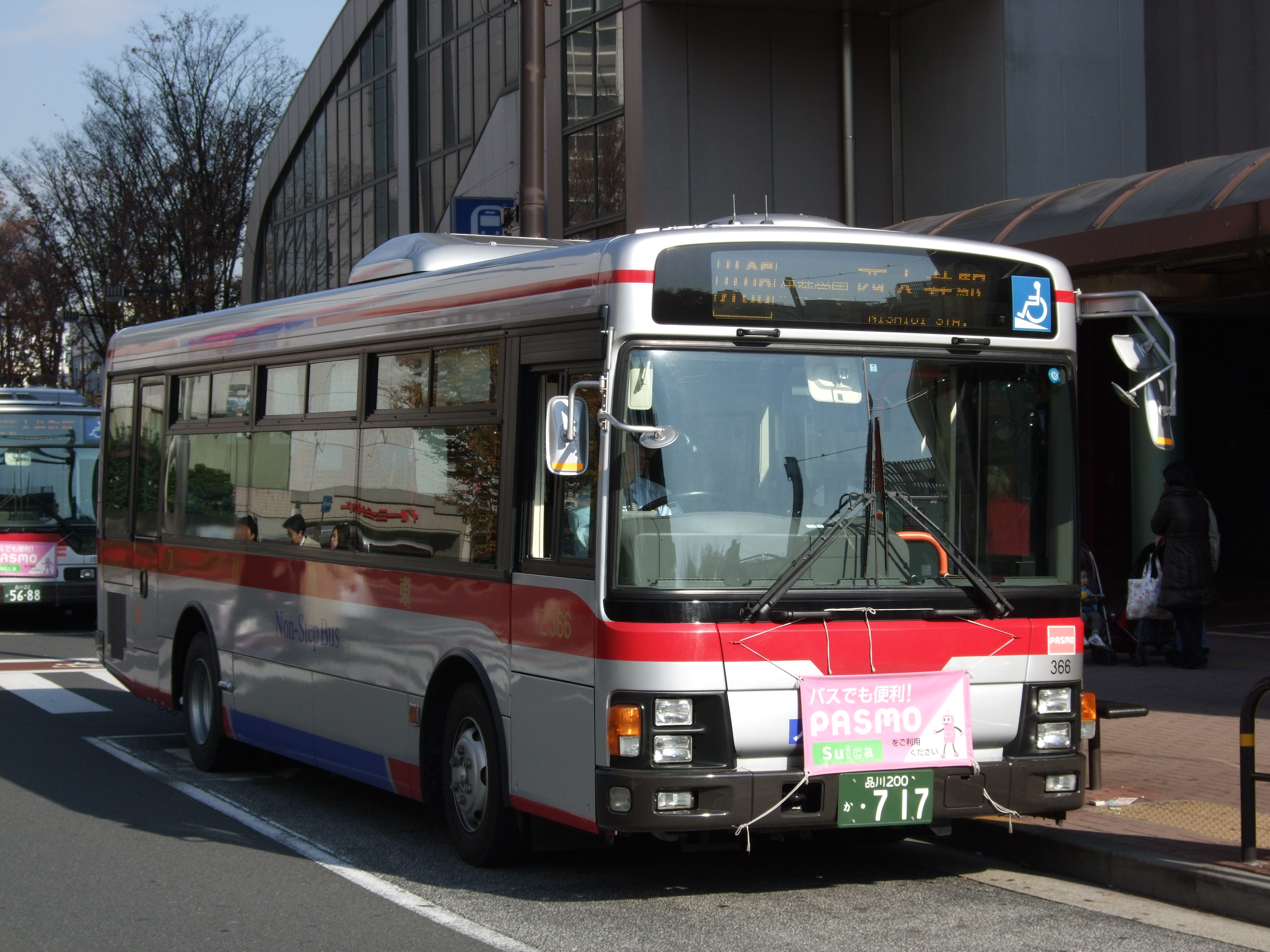
大井町線 井05系統

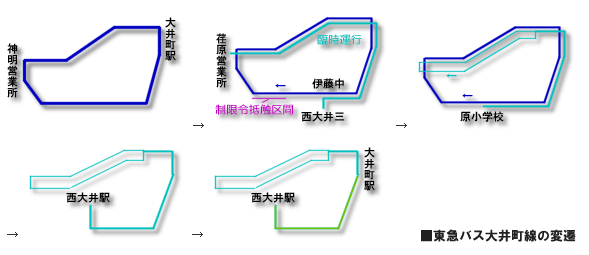
大井町線の変遷

- 井01：大井町駅 - 東光寺前- 西大井駅入口 - 二葉三丁目 - 荏原営業所
- 井05：大井町駅 - 大井第一小学校 - 伊藤学園 - 大井原町 - 西大井駅

大井町駅から西へ向かう路線。二葉町内を横断して荏原営業所へ向かう「井01」系統と、西大井地区（かつての伊藤町界隈）を経由して西大井駅に至る「井05」系統の2系統から成り、品川区大井一丁目 - 大井五丁目・二葉・西大井の地域輸送、JR京浜東北線・りんかい線大井町駅とJR横須賀線・湘南新宿ライン西大井駅を結ぶ鉄道短絡輸送、小野学園、朋優学院への通学輸送、ニコン大井製作所の通勤輸送など多彩な役割を持つ生活路線である。
路線の北側は目黒蒲田電鉄が最初に開通した路線、南側は1939年（昭和14年）に同社傘下となった城南乗合自動車の路線が起源という古い歴史を持つ（前述）。神明営業所 - 二葉 - 大井町駅 - 伊藤町 - 神明営業所という大回りの循環路線として1951年（昭和26年）3月に開業して以来、大井町循環線として運行されていた。当時は営業所を起点に内回りを「伊藤町廻り」、外回りを「二葉町廻り」と呼んでおり、大井町駅からの利用者にはきわめて不親切な状況であった。
その後、車両制限令の適用により、運行が不可能となる区間が生じた。この法令は1966年（昭和41年）8月1日から路線バスに対しても適用され、東急でもいくつかの路線で経路変更や区間廃止を余儀なくされたが、ことに大井町線に関しては、さまざまな紆余曲折がみられた。
同線における抵触区間は、現在すでに廃止となっている品鶴線以西の西大井六丁目付近であった。各方面と協議のうえ、この区間の道路を一方通行化することで、その後も循環一方向（外回り）の運行を継続させることはできた。また、内回りの代替系統として、荏原営業所 - 大井町駅 - 原小学校（現在：大井原町）間の折り返し運行を開始することとなった。ところが、原小学校付近に新設する転向場用地の買収が進まず、制限令適用日までに同系統の新設が間に合わない事態となった。これに対し、沿線住民による猛烈な陳情があったことから、暫定的な措置として、伊藤中学校（現在：伊藤学園）停留所付近から南へ少し入ったところに西大井三丁目停留所を設け、荏原営業所 - 大井町駅 - 西大井三丁目間を路上折返しでひとまず運行させることとなった。
懸案となった原小学校までの系統は、その後まもなく新設されて大井町線の主力系統となった。1986年4月3日、西大井駅の開業により同駅まで延長されたのち、循環路線等が整理されてこちらだけが残ることとなった。1989年（平成元年）6月16日に西大井側の区間便として井05系統が新設された。その時はラッシュ時のみの運行であったが、2000年3月16日に運用効率化のため大井町駅を境にした系統分割が実施された際に終日運行となった。これに伴い、井01系統は全便大井町駅 - 荏原営業所の運行となり、現在に至っている。
ほぼ全線にわたり幅員の狭い道路を通るため、中型車限定で運行されている。

### 五反田線

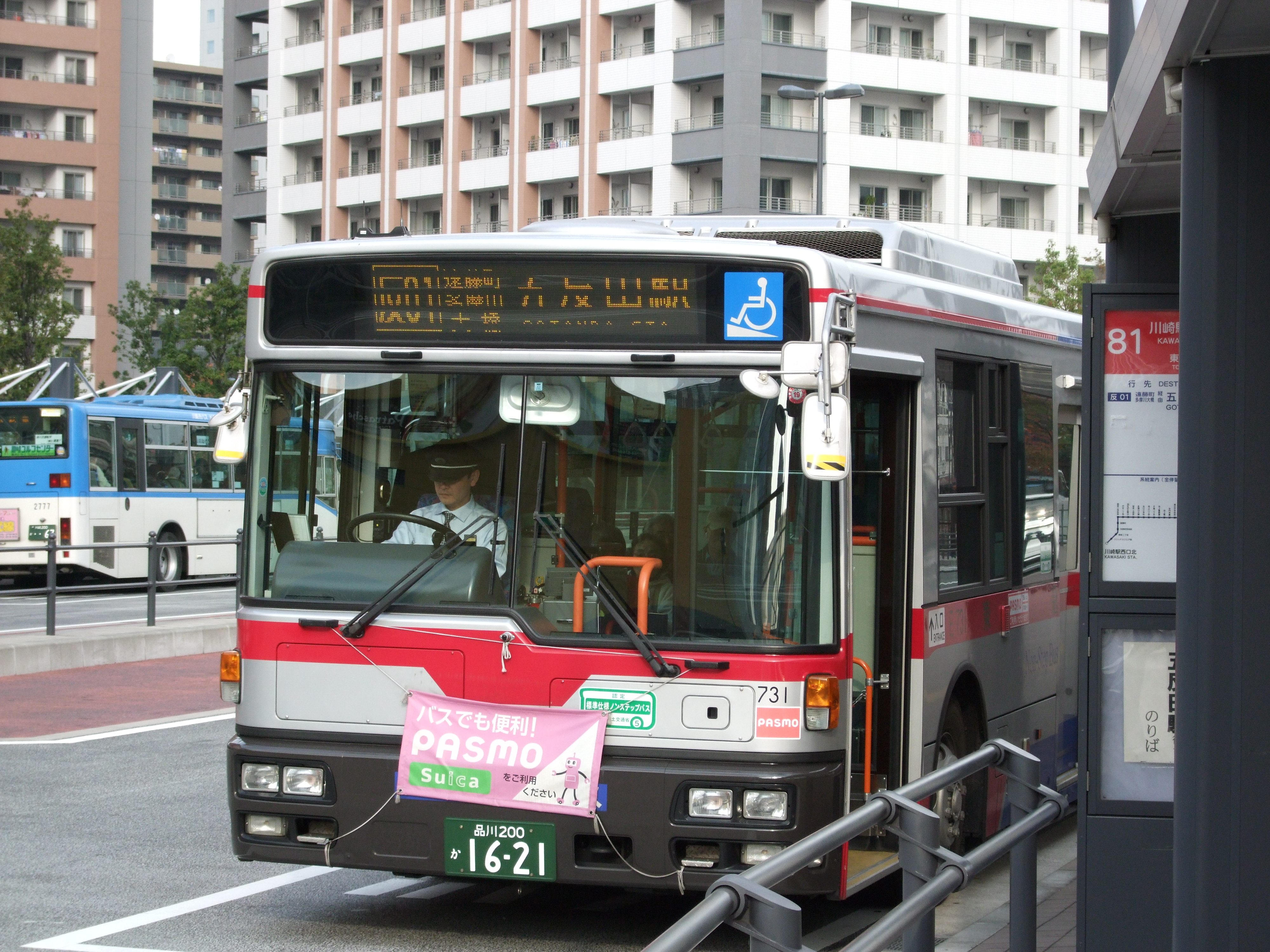
川崎駅へ乗り入れる反01系統

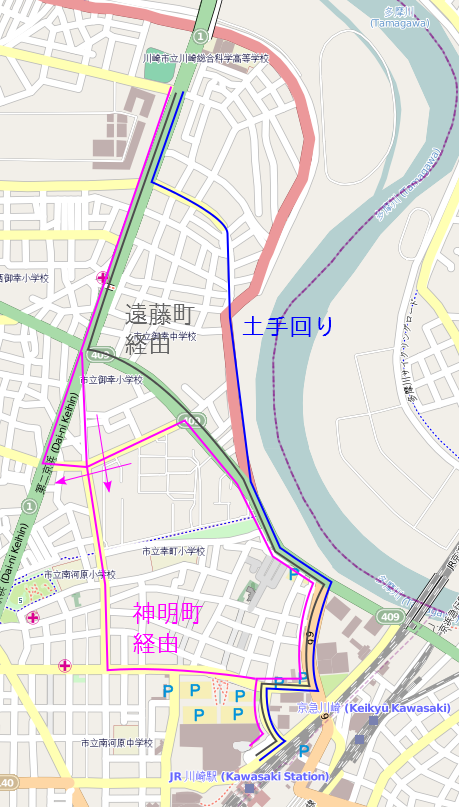
「遠藤町経由」と他経路

- 反01：五反田駅 - 中延駅前 - 荏原営業所 - 池上警察署 - 多摩川大橋 - 遠藤町 - 川崎駅ラゾーナ広場
- 反01：五反田駅 - 中延駅前 - 荏原営業所（出入庫）
- 反01：荏原営業所 - 池上警察署 - 多摩川大橋 - 遠藤町 - 川崎駅ラゾーナ広場（出入庫）
- 反02：五反田駅 - 中延駅前 - 荏原営業所 - 池上警察署

荏原営業所の主力路線で、主に第二京浜（国道1号）を走り、五反田駅と川崎駅を結ぶ。東京都内にある東急バス営業所が所管する路線で神奈川県に乗り入れるのは当路線のみとなっている。

日中時間帯でも毎時6本 - 7本の本数が確保されており、他の路線と接続するバス停も多く利便性が高い。五反田 - 西馬込間では、道路直下を走る都営地下鉄浅草線と完全並行しているが、第二京浜は道路幅が片側3車線と広いため運行も比較的スムーズで、この区間の利用者も多い。五反田方では「多摩川大橋経由」、川崎方では「遠藤町経由」と案内され、通称「土手回り」で東芝科学館前（2007年3月31日まで小向交番前） - 河原町団地前で経由地が違う高津営業所の川崎線「川31」「川33」「川34」系統と川崎市バス上平間営業所の小向線「川73」系統、通称「神明町回り」で川崎駅西口北・河原町団地前 - 御幸小学校前間で経由地が違う川崎市バス神明町線「川74」「川75」系統と区別されている。
昭和30年代の初め頃に開通した路線で、川崎駅発着便のほかに五反田駅 - 鶴見駅東口という運行が存在していた時代もある。これが初代の「反02」系統で、1981年（昭和56年）5月に廃止された（後述）。その後、1989年5月16日に2代目の「反02」系統が五反田駅 - 池上警察署の折り返し便として新設され、同区間で深夜バスの運行も始まった。
2007年4月1日より川崎駅の乗り場が東口から、ラゾーナ川崎に隣接して新設された「西口北」バスターミナルに変更となった。2018年4月1日、川崎駅西口北の停留所名が「川崎駅ラゾーナ広場」に改称された。
都県境をまたぐため、いくつかの区間ごとに異なる運賃を採用しており、本門寺裏、多摩川大橋の両停留所がその境界となっている。前払い制であるため、五反田駅 - 馬込中学校前から川崎駅行きに乗車する場合と、川崎駅 - 御幸公園前から五反田駅行きに乗車する場合には、運転士に降車停留所を申告して運賃を支払う。2024年4月現在の各停留所間の運賃は、五反田駅 - 馬込中学校前と川崎市内の相互間は「都内・川崎市内渡り運賃」となる大人280円（IC同額）、それ以外（本門寺裏 - 川崎駅間および東京都内のみ、川崎市内のみの利用）は大人230円（現金・IC同額）となる。東京都シルバーパスの有効区間は、五反田駅 - 多摩川大橋間となる。川崎市ふれあいフリーパスは、川崎市内のみ、または乗車降車のどちらかが川崎市内の場合は無料である。（乗車降車が東京都内のみの場合は運賃が発生する。）
「反02」は早朝、夜間のみの運行で、荏原営業所から池上警察署まで営業運転し、その先の路地を左折し池上通りを右折し、第二京浜上り線へ、五反田方面へ営業する。
夜間は五反田駅から池上警察署まで運行する、川崎駅ラゾーナ広場行きの運行が終了した時間帯における貴重な足となる。池上警察署まで運行した後は上記の通り転回し、回送入庫する。
なお、戸越銀座停留所の最寄り駅は東急池上線戸越銀座駅ではなく、都営地下鉄浅草線戸越駅であり「戸越銀座商店街北口」という位置にある。また、矢口小学校停留所と東急多摩川線矢口渡駅は約300mほどしか離れていない。京急川崎駅へはソリッドスクエア停留所が近い（川崎駅ラゾーナ広場行きでその旨が放送される。その一方で川崎市バスはソリッドスクエア前ではなく、川崎駅ラゾーナ広場の手前で京急川崎駅への乗り換え案内が流れる）。なお、現在はJR川崎駅の北改札完成時に東口と西口を繋ぐ連絡通路が整備されたため、川崎駅ラゾーナ広場から京急川崎駅へ行く利用者も増えた。
全便、大型車のみでの運行となっている。

### 荏原町線

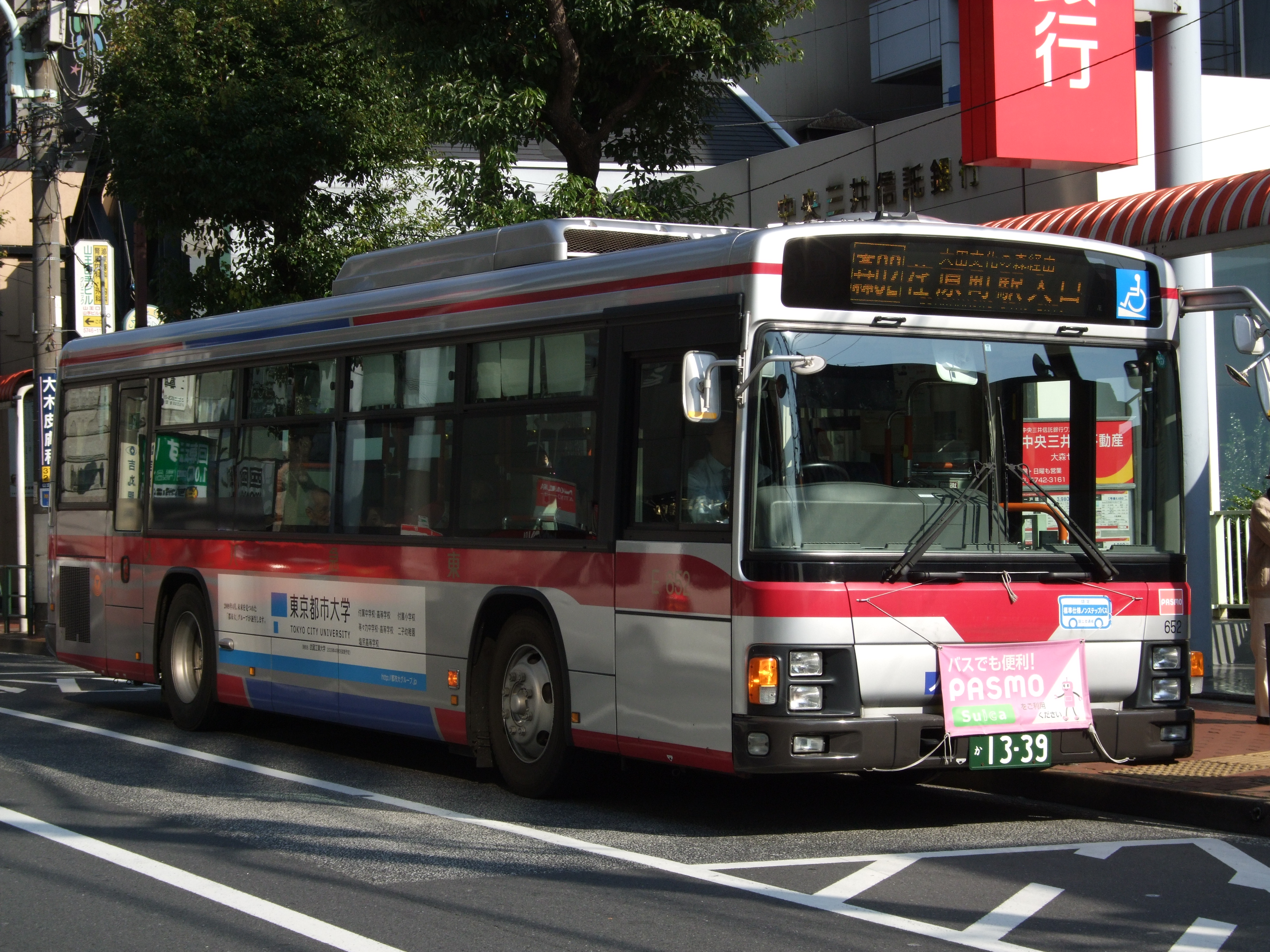
荏原町線 森02系統

- 森01：大森操車所 - 大森駅 - 大田文化の森 ｰ 万福寺前 - 西馬込駅前 - 池上警察署 (大森駅方向は平日朝ラッシュ時のみ、池上警察署方向は朝・夕方のみ)
- 森02：大森操車所 - 大森駅 - 大田文化の森 ｰ 万福寺前 - 馬込橋 - 三本松 - 夫婦坂 - 荏原町駅入口
- 森02：大森操車所 - 大森駅 - 大田文化の森 - 万福寺前 - 馬込橋 - 荏原営業所（出入庫運用）
- 森02：荏原営業所 - 馬込橋 - 三本松 - 荏原町駅入口（出入庫運用）

大森から池上通りを経て馬込地区を結ぶ。大田区南馬込、中馬込、北馬込の地域輸送を担う他、池上営業所の上池上循環線と共にリコー本社・大森事業所の通勤輸送、都立大田桜台高校（旧都立南高校）への通学輸送、MEGAドン・キホーテ大森山王店（旧ダイシン百貨店）の買い物客輸送といった役割も受け持つ。
森02系統が基幹系統となっており、本数も多い。かつては大森操車所 - 万福寺前間の折返し運行となる森01系統も設定されていたが、1993年（平成5年）3月15日付で廃止、森02系統に一本化された。万福寺前にあった折返所も現在はなくなっている。終点付近の三本松 - 荏原町駅入口間は時計回りに循環して大森方向に戻る経路となっており、一部区間で環七通りを走行する。途中の馬込第三小学校や夫婦坂などから荏原町駅入口・馬込北台以遠へ乗り通すことも可能で、バス停にも「荏原町駅入口経由大森駅」と表記されている。
なお、1998年に蒲田へ移転した大田区役所へのアクセスを確保することを目的として、1999年（平成11年）4月1日付で蒲田駅 - 大田文化の森 - 荏原町駅入口間に蒲15系統が設定されたが、都営浅草線西馬込駅と蒲田を直結するバス路線を望む住民の声に応えて2017年（平成29年）3月1日付でリニューアル、大森操車所 - 西馬込駅 - 池上警察署 - 池上駅前 - 蒲田駅の森01系統を設定、森01の系統番号が24年ぶりに再登場した。また、2019年（令和元年）10月1日ラッシュ時の西馬込方面から大森駅への通勤輸送を目的として森01系統に大森操車所 - 池上警察署の区間便が登場した。2022年（令和4年）3月28日に大森操車所 - 蒲田駅便が廃止され、現在は大森操車所 - 池上警察署便のみとなっている、大森駅方向は平日朝ラッシュ時4本のみの運行となっている。営業所から池上警察署までは回送で出入庫する。
森02系統・森01系統区間便は、原則として大型車で運行する。
目蒲電鉄荏原町車庫以来の縁で、戦後も神明営業所→荏原営業所が長年所管してきたが、2010年（平成22年）4月1日には荏原営業所の建て替え工事に伴い目黒営業所へいったん移管された。しかし工事終了後の2012年（平成24年）10月1日に再び荏原営業所へ戻されて現在に至る。目黒営業所の所管時代は、路線エリアの地域が目黒営業所から遠く、目黒営業所からの営業上の出入庫運行ができないため、出入庫系統に限っては引き続き荏原営業所発着で運転されていた。
乗務員（サービスクルー）交代は荏原町駅入口で行い、乗務員は荏原営業所と荏原町駅入口バス停間を徒歩で移動する。

## 受託運行

### しながわ水族館送迎バス
| しながわ水族館送迎バス（初代専用車）E6802 |  | しながわ水族館送迎バス（2代目専用車）E763 |
| しながわ水族館送迎バス（初代専用車）E6802 |  | しながわ水族館送迎バス（2代目専用車）E763 |

- 大井町駅東口 - しながわ水族館（京浜急行電鉄→京浜急行バス大森営業所と共同運行）

しながわ水族館の開業に合わせて、1991年（平成3年）10月19日に運行開始。2021年（令和3年）3月31日までは京浜急行バスとの共管であったが、乗務員不足により京浜急行バスは撤退し、それ以降は単独の運行となった。
東京特殊車体製のレトロ調ボディを持ついすゞ製の専用車が使われていたが、老朽化に伴い除籍され、2006年（平成18年）より2代目専用車が登場した。先代専用車は収容力に限界があり、多客時には一般路線用の中型車が充当されることも多くなっていたため、2代目専用車（E763号車）はいすゞ・エルガミオをベースに塗装を変更したものとなった。
現在は3代目専用車(E1342号車)を使用しており、一般路線車をワンロマ塗装
にしている。
かつては大崎郵便局、平塚中学校、荏原営業所付近及び大井町駅西口も経由していたが、利用者低迷の影響からか上記のように短縮されている。
2010年（平成22年）4月1日付で荏原町線と共に目黒営業所へ移管されたが、2012年（平成24年）10月1日付けで再び荏原営業所の担当となった。
日によって運行本数が異なり、時刻表は数パターン停留所に掲出されている。繁忙期には一般車も定期で充当し、その際はバックカメラ付きの大型車が充当する。

### TOCシャトルバス
- 五反田駅 - TOCビル

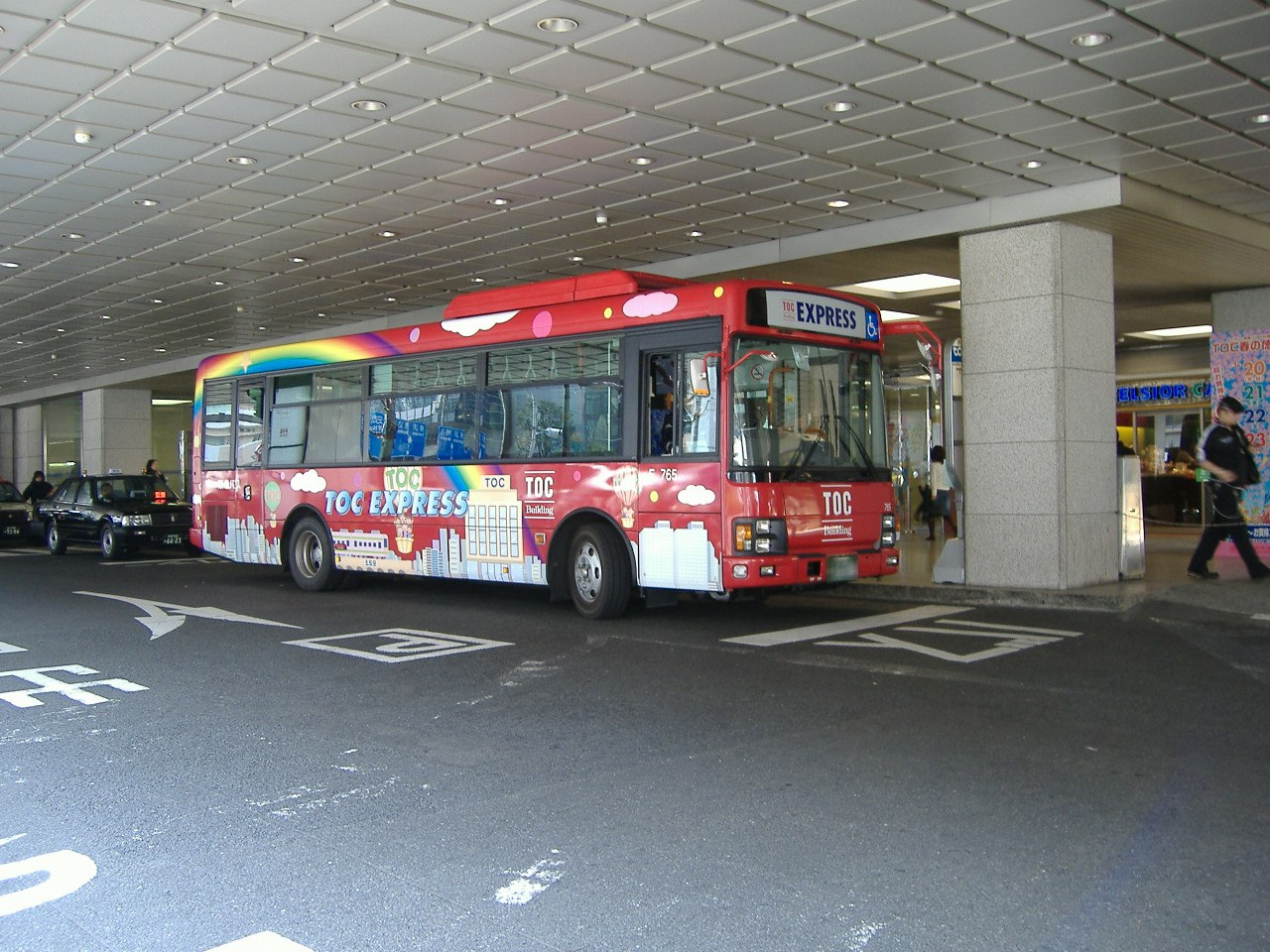
TOCシャトルバス専用車

五反田にあるTOCビルと五反田駅を結ぶ短距離のシャトルバス。平日は専用車（E1363号車、E1241号車）で運行する。
乗務員交代の際は、乗務員はTOC本館から大崎広小路まで徒歩で移動し、そこから営業所まで五反田線に便乗する。
2010年4月1日に荏原営業所から目黒営業所に移管されたが、2012年10月1日より再び荏原営業所の担当となった。

### 立正高校・中学校スクールバス
- 大崎駅 - 立正大学付属立正中学校・高等学校馬込キャンパス

2013年（平成25年）、それまで品川区大崎にあった立正大学付属立正中学校・高等学校が大田区西馬込の現校舎に移転したため、在校生の利便確保を目的に立正大学学園と東急バスが契約し、旧校舎最寄りのJR大崎駅との間で運行を開始した。当時の生徒が全員卒業した2015年（平成27年）以降も継続されている。一般路線用の中型車が充当される。

### MSCセンタービルシャトルバス
- 田町駅東口 - MSCセンタービル

芝浦ふ頭駅近くの港区芝浦にあるMSCセンタービルとJR田町駅を結ぶシャトルバス。平日に運行され、朝は10分ごと、日中は25分 - 30分ごとの運行。会社関係者やテナント従業員向けの路線のため、一般客は利用できない。原則として専用車のE8707号車とE8709号車が使用される（登録上は貸切登録なので稀に用途外輸送にも充当される）。専用車が点検等で代走の際はバックカメラ付きの大型車が充当する。

### 荏原病院シャトルバス
- 荏原病院（構内）- 洗足池駅（降車のみ・大岡山駅方面のみ停車）- 大岡山駅

東急目黒線・大井町線大岡山駅と、大田区東雪谷にある東京都保健医療公社荏原病院の構内を結ぶ無料送迎バスで、2006年4月3日に運行を開始した。病院利用者が乗車可能。平日のみ8:00 - 17:45の運行（10:55までは荏原病院 - 大岡山駅間の直行便）で、土日祝日と年末年始は運休となる。
原則として三菱ふそう・ローザのE6761号車、E6688号車が使用される。
2010年4月1日に荏原営業所から目黒営業所に移管されたが、2012年10月1日より再び荏原営業所の担当となった。

### しなバス
- 西大井駅 - 大井原町 - 伊藤学園 - 品川歴史館北 - 大森駅北口

西大井駅と、大森駅を結ぶ品川区初のコミュニティバスで、2022年3月28日から運行を開始した。このバスはバス停から距離がある地域や本数が少ない地域、道路幅員等の関係で大型バスを通せない地域を補完する目的がある。
バス停は大森駅北口を含め、すべて品川区に所在。
運賃は230円で、子供は半額。また東急バスの受託路線なので東急バス一日乗車券が利用可能。
原則として専用車で赤、橙、青、緑の4色ある日野・ポンチョが使用される。
今後の実績次第で新たなルートも検討されることとなっている。

## 廃止路線

### 多摩川大橋線
- 122：東京駅八重洲口 - 新橋駅前 - 田町駅前 - 三田三丁目 - 高輪警察署 - 五反田駅 - 神明営業所（現在：荏原営業所） - 馬込橋 - 久が原（現在：池上警察署） - 多摩川大橋（都営バス品川営業所と共同運行）

1950年（昭和25年）、東京都交通局との共管でスタート。当初は久が原（現在：池上警察署バス停）打ち切りで、後に多摩川大橋まで延長された。五反田駅と田町駅の間は後の都営バス反90系統のルートを辿り、田町駅から御成門まで日比谷通りを走った後、新橋六丁目から第一京浜国道に戻って東京駅八重洲口まで運行していた。ちなみに、高輪警察署と三田三丁目の間は戦前に目黒営業所の前身の目黒自動車運輸が開設し、目蒲電鉄、東横電鉄を経て東京市電気局に渡っていたルートの復活だった。

都営地下鉄浅草線泉岳寺 - 西馬込間の開業により代替される形で都営が撤退、1970年（昭和45年）9月20日限りで廃止された。この時に五反田以南は五反田線に吸収された。五反田駅以北は6系統、そして東96系統と系統番号を変えて都営が単独運行した後、交通局第3次再建計画に伴う路線再編成により1982年（昭和57年）12月25日限りで田町駅以北が廃止。その3年前に廃止された橋99系統と組み合わせた形の循環路線・反96系統に変更された。

その後、循環路線の分割によって五反田と田町の間が独立した形で残り、反90系統へと引き継がれるが、港区コミュニティバスちぃばす高輪ルートとの競合により2015年（平成27年）3月31日限りで廃止され、分割されたもう一方の反94系統（反96系統から独立）のみが残る形となった。

### 横浜線
- 五反田駅 - 東寺尾 - 横浜駅

鶴見線と横浜市営バスの7系統・川崎線を、川崎市幸区の国道尻手停留所を軸につなぎ合わせた路線。沿線には複数の公営事業者が存在していたが、終始一貫して東急単独で運行された。1950年代には東京駅まで運行していたとの記録も残っている。

### 鶴見線
- 反02：五反田駅 - 御幸小学校前 - 尻手駅入口 - 三ツ池道 - （途中通過） - 鶴見駅

横浜線の運行経路を短縮して立ち上げられた。前述の通り、五反田線の遠藤町からさらに第二京浜国道を下り、三ツ池道で左折して末吉大通りを経由し国鉄鶴見駅へ向かっていた。横浜市営バス29系統と同様に、鶴見駅では東口に発着していた。
中延営業所閉鎖に伴うダイヤ改正の際、馬込循環線の移管と引き換えに整理対象となり、1981年（昭和56年）5月25日限りで廃止された。これにより東急バスは鶴見駅から撤退した。

### 荏原町線（一部系統の廃止）
- 森01(旧)：大森操車所 - 大森駅 - 大田区役所（現在：大田文化の森） - 万福寺前

森02系統の区間便として運行されてきたが、1993年（平成5年）3月15日付で廃止、森02系統に統合された。
- 蒲15：蒲田駅 - 蓮沼駅 - 池上駅 - 池上営業所 - 大田文化の森 - 万福寺前 - 馬込橋 - 三本松 - 荏原町駅入口（平日日中のみ）

蒲15系統は1999年（平成11年）4月1日付で、前年に蒲田へ移転した大田区役所へのアクセスを確保することを目的として新設された。運行時間帯は区役所の開庁時間に準じており、本数も毎時1本 - 2本程度となっていた。開設当初は土曜日・休日も運行されていたが、廃止の時点では平日の日中のみとなっていた。基本的に中型ノンステップバスが充当されていたが、大型車や中型ロング車で運行される場合もあった。2017年（平成29年）2月28日をもって（新）森01系統に代替される形で廃止。

## 移管路線

### 馬込循環線
- 森08：大森駅→大森郵便局→弁天池前→南馬込二丁目→馬込銀座→大森駅（循環）
- 森08（出庫運用）：荏原営業所→東馬込二丁目→馬込銀座→大森駅
- 森08（入庫運用）：大森駅→大森郵便局→弁天池前→東馬込二丁目→荏原営業所

1981年（昭和56年）5月26日付で中延営業所から移管されてきたが、荏原営業所の建て替え工事の為2010年4月1日付けで池上営業所に移管、荏原営業所の建て替え工事終了後も現在に至るまで引き続き池上が担当している。中延時代には初のワンマンカーが運行された路線でもある。

## 車両

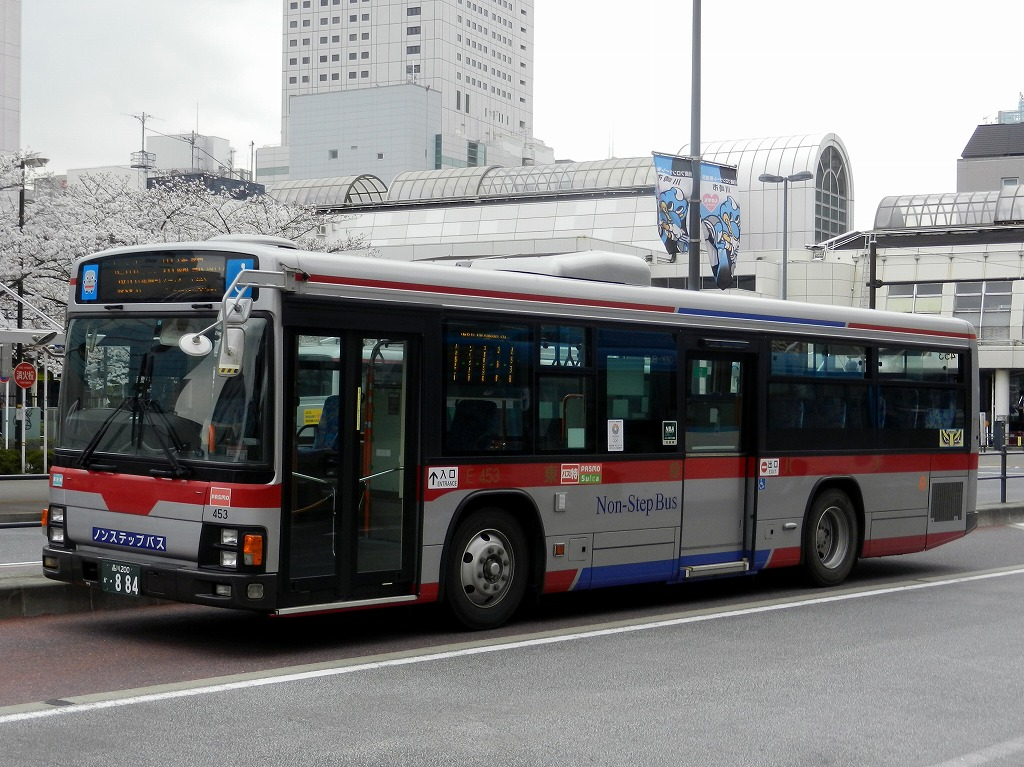
伝統的にいすゞ車が多く配置されてきた

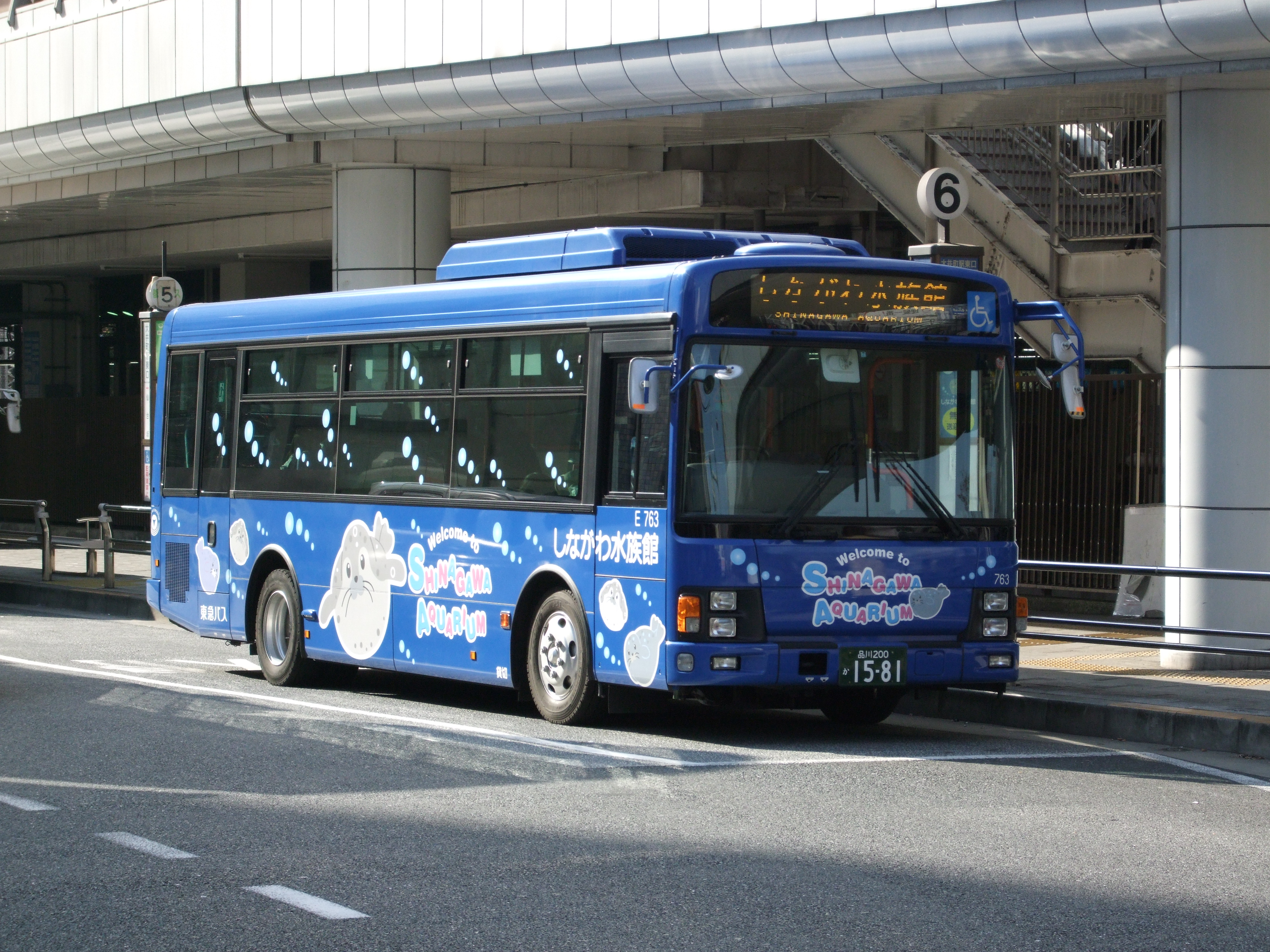
しながわ水族館専用車もいすゞ車で導入

### 一般路線車
同じ品川区に本社を置いていたいすゞ自動車と関係が深く、東京急行電鉄が日産ディーゼル工業（旧民生デイゼル工業、現在：UDトラックス）製の車両を好んで購入していた1970年代以前においても、BU→CJM→キュービック→エルガといすゞ車が事実上独占的に納車されてきた。また中型車もジャーニーK→エルガミオといすゞ車が配置された。かつては三菱ふそう製のワンロマ車が配置されていた時代や、2006年より日産ディーゼル・スペースランナーRAが納車されたこともあったが、基本的には東急本社が余程のことを言わない限り『いすゞ一筋』が徹底的なレベルで貫かれている。
2009年6月には、下馬営業所と目黒営業所から日野・レインボーHR（9m車）が転入したが、新車代替により2014年2月までに全車除籍された。2015年3月には高津営業所から再びレインボーHR（10.5m車）が1台転入したが、これも同年8月に除籍されている。
原則として、大井町線は中型車、五反田線と荏原町線森02系統は大型車という使い分けがされている。
2013年4月、東山田営業所から日野・ブルーリボンII（748号車）が1台転入したが、2013年8月に淡島営業所に転出した。
2014年2月現在、路線用にはいすゞとUDトラックスの2メーカーの車両が配置され、大型はエルガ、中型はエルガミオと、いすゞ車が主力となっている。2015年度にはエルガハイブリッドが1台導入されたが、五反田線で使用される事は無く、荏原町線のみで運用される。
2023年度に、2代目エルガハイブリッドが導入されたが、こちらは五反田線、荏原町線共に運用している。

### 受託運行用車両
MSCセンタービル契約輸送の車両は、新羽営業所から転属した日産ディーゼル・UA（KL-UA452KAN改）が2台配置され、貸切登録されている。
しながわ水族館シャトルバスは専用車のエルガノンステップ（E1342号車）、TOCビルシャトルバスは専用車のエルガミオワンステップ（E764号車・E765号車）、荏原病院シャトルバスは専用車の三菱ふそう・ローザ（E6687号車）が配置されている。
立正高校・中学校馬込キャンパスのスクールバスは、一般路線用の中型車エルガミオで運行される。